# 伊斯基瓜拉斯托獸屬

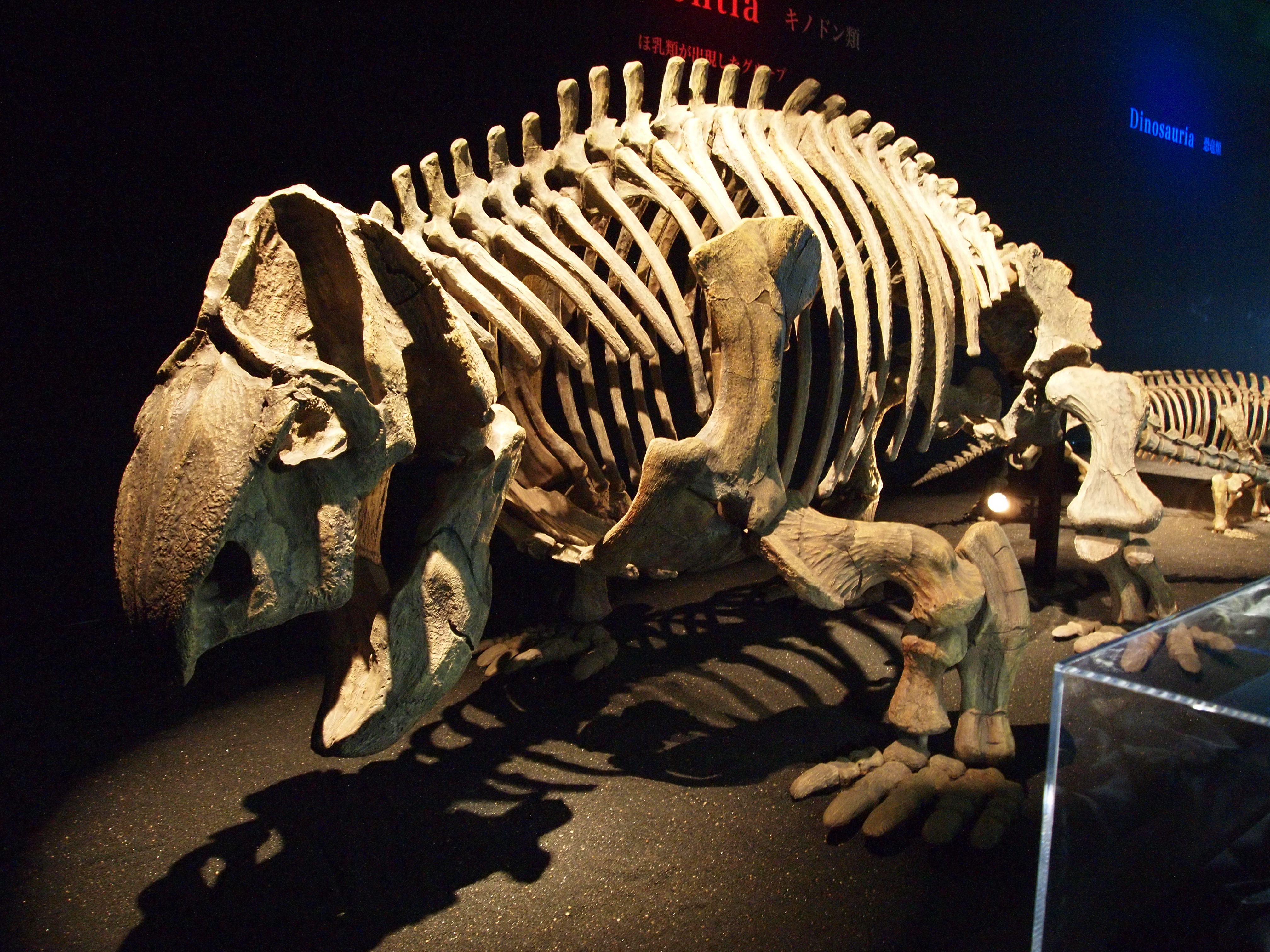
位於日本的骨架模型

伊斯基瓜拉斯托獸與人類的體型比較圖

伊斯基瓜拉斯托獸屬（學名：Ischigualastia）是獸孔目二齒獸類的一屬，屬於史达勒克兽科，生存於三疊紀晚期（卡尼階）的阿根廷伊斯基瓜拉斯托組（Ischigualasto Formation）。牠們是布拉塞龍的近親，體型較後者大，可達3.5公尺，體重達1到2公噸。伊斯基瓜拉斯托獸是種大型、四足草食性動物，是伊斯基瓜拉斯托組的底層的常見動物。

## 外部連結
- Ischigualastia at Palaeos.com.